# Maragusan
Maragusan est une localité de la province du Val de Compostelle, aux Philippines. En 2015, elle compte 60 842 habitants.